# Монтезаркьо
Монтезаркьо (італ. Montesarchio) — муніципалітет в Італії, у регіоні Кампанія,  провінція Беневенто.
Монтезаркьо розташоване на відстані близько 210 км на південний схід від Рима, 45 км на північний схід від Неаполя, 15 км на південний захід від Беневенто.
Населення — 13 501 особа (2014).

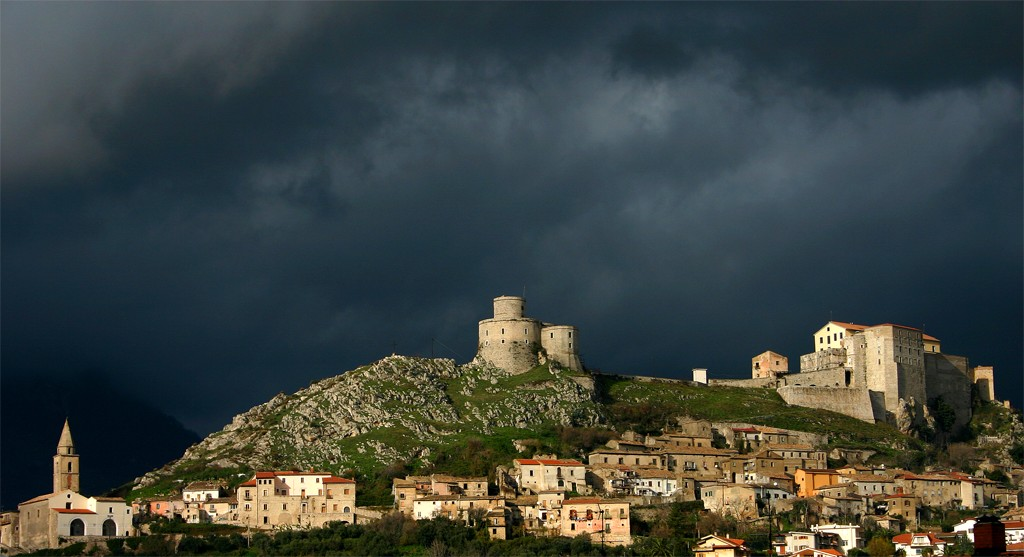

Щорічний фестиваль відбувається 6 грудня. Покровитель — Святий Миколай з Барі.

## Географія
Місто розташоване у Долині Каудіна за 18 кілометрів на південний захід від міста Беневенто на підніжжі гори Табурно.

## Демографія
Населення за роками:

Станом на 1 січня 2023 року в муніципалітеті офіційно проживав 631 іноземець з 44 країн, серед них 291 громадянин країн Євросоюзу та 67 громадян України.

## Сусідні муніципалітети
- Аполлоза
- Бонеа
- Камполі-дель-Монте-Табурно
- Чеппалоні
- Червінара
- Роккабашерана
- Ротонді
- Сан-Мартіно-Валле-Каудіна
- Токко-Каудіо

## Міста-побратими
- Ла-Гард, Франція (1977)
- Вифлеєм, Палестинська автономія (2006)
- Торре-дель-Греко, Італія (2008)